# Blitz (groupe brésilien)
Pour les articles homonymes, voir Blitz (homonymie).
Blitz est un groupe brésilien de pop rock, originaire de Rio de Janeiro. Formé à l'origine par Evandro Mesquita (chant, guitare et harmonica), Ricardo Barreto (guitare), Guto Barros (guitare), Júnior Homrich (basse), Zé Luís (saxophone) et Lobão (batterie). La formation classique du groupe se composait d'Evandro Mesquita, Ricardo Barreto, Lobão, Fernanda Abreu (chœurs), Marcia Bulcão (chœurs), Antônio Pedro Fortuna (basse) et Billy Forghieri (claviers).

## Histoire

### Débuts
En 1981, Evandro Mesquita, par l'intermédiaire de sa petite amie de l'époque, reçoit une invitation à jouer au Caribe, un bar que l'homme d'affaires Mauro Taubman, propriétaire du label Company, est en train d'ouvrir dans le quartier de São Conrado,. Bien qu'à l'époque il ne jouait que comme un passe-temps avec quelques connaissances comme Ricardo Barreto et Lobão, il accepte et recrute d'autres musiciens pour compléter le groupe et se produire lors de l'ouverture du bar le 21 février. En raison du blitz constant que les musiciens devaient subir pour se rendre aux répétitions, le batteur Lobão a l'idée de baptiser le groupe Blitz. Le premier concert de Blitz a un grand retentissement dans les jours suivants parmi les baigneurs. Après un certain temps, Zé Luís et Guto quittent le groupe, et Júnior est remplacé par Arnaldo Brandão, qui cède à son tour la place à Cláudia Niemeyer. Mécontente des retards de Lobão lors des répétitions et de l'amateurisme du groupe à l'époque, Cláudia quitte le groupe, et est remplacée par Antônio Pedro Fortuna. Afin de maintenir l'interaction pendant les chansons lors des concerts, le groupe décide qu'il serait bon d'avoir des chœurs féminins. Le groupe se stabilise donc en janvier 1982 avec Fernanda Abreu et Marcia Bulcão aux chœurs, Ricardo Barreto à la guitare, Antônio Pedro à la basse, William « Billy » Forghieri aux claviers, ainsi qu'Evandro lui-même au chant et Lobão à la batterie. 
Le 15 janvier 1982, le groupe monte sur la scène du Circo Voador, la plus grande salle de concert de Rio à l'époque. Les répercussions attirent l'attention d'EMI, qui signe un contrat avec le groupe et, le 20 juillet 1982, le premier single, Você Não Soube Me Amar, sort. En l'espace de trois mois, le disque compact contenant ce seul titre se vend à 100 000 exemplaires, devenant leur chanson la plus populaire. Le premier album, As Aventuras da Blitz 1, sort ensuite, se vend à 300 000 exemplaires et génère un grand retentissement grâce à son mélange de chansons humoristiques et de costumes futuristes.
Les divergences artistiques entre Lobão et Evandro deviennent incontrôlables et, quelques jours après la sortie de l'album, Lobão décide de quitter le groupe, remplacé par Roberto Gurgel « Juba » à la batterie. Le groupe devient l'un des pionniers du mouvement rock brésilien des années 1980. Le deuxième single, Mais Uma de Amor (Geme Geme), devient le deuxième plus grand succès du groupe, bien qu'il soit censuré en raison de son contenu sexuel Cruel Cruel Ezquizofrenético Blues est le troisième single. En juin 1983, le groupe sort un nouveau single, Dois Passos do Paraíso, avec un thème plus léger afin qu'il ne soit pas censuré. Il est suivi par la sortie de Betty Frígida, la chanson la plus acide du groupe, qui raconte l'histoire d'une relation sexuelle néfaste pour les deux parties. Le deuxième album, Radioatividade, sort le 10 septembre, avec une grande fête organisée au siège d'EMI, qui réunit des artistes comme Caetano Veloso et Paulo Cézar Lima. La tournée du groupe, dirigée par Patrícya Travassos, atteint un record d'audience et les premiers concerts se déroulent à guichets fermés devant 50 000 spectateurs. Le troisième et dernier single sort est Weekend.

### Blitz 3et séparation
Le 23 mars 1984, le groupe participe à l'émission spéciale pour enfants Plunct, Plact, Zuuum... 2, sur Rede Globo, où ils interprètent également un nouveau titre, A Verdadeira História de Adão e Eva, qui figure sur la bande originale de l'émission. Le 7 juillet, le groupe donne son plus grand concert à la Praça da Apoteose, qui attire 30 000 spectateurs. Le 14 septembre, le groupe joue dans sa propre émission spéciale sur Rede Globo, Blitz contra o Gênio do Mal, un mélange de drame et de comédie musicale. Peu après, un nouveau single, Egotrip, sort. 
Le troisième album, Blitz 3, sort le 15 décembre, en trois formats avec des couvertures différentes, produites par la société de design A Bela Arte. En 1985, le groupe participe à deux dates de la première édition de Rock in Rio : le 13 janvier, devant 110 000 spectateurs, et le 20 janvier, devant 200 000 spectateurs. Peu après, Eugênio et Louca Paixão sortent respectivement en tant que deuxième et troisième single de l'album. La surexposition et la demande excessive de travail ont conduit à des conflits internes et les membres réalisent qu'il était temps de faire une pause dans le travail du groupe, annonçant que leur prochain album, intitulé O Último da Blitz, serait leur dernier. Cependant, l'album n'a jamais été enregistré, car Ricardo et Márcia ont quitté le groupe à la fin de 1985 et, le 3 mars 1986, le groupe annonce sa séparation officielle.

### Retour,Blitz ao VivoetLínguas
En 1994, le morceau Mais Uma de Amor (Geme Geme) est inclus dans la bande originale de la telenovela A Viagem de Rede Globo. La même année, certains anciens membres se sont réunis pendant cinq ans et ont enregistré les albums Blitz ao Vivo en 1994 et Línguas en 1997, période au cours de laquelle ils changent deux fois de label. Formation lors de la tournée 1994-1995 : Evandro Mesquita, Juba, Ricardo Barreto, Antônio Pedro, Billy Forghieri, les nouveaux venus Zero Telles aux percussions (chœurs) et Hannah Lima au chant, aux côtés de la vétérane Márcia Bulcão.

### Deuxième retour et stabilité
En 2006, le groupe se reforme et sort les albums Blitz ao Vivo e a Cores et Eskute Blitz, avec seulement Evandro Mesquita, Juba et Billy Forghieri comme membres restants.
En 2017, l'album Aventuras II, sorti en 2016, est nommé d'un Latin Grammy du meilleur album de rock brésilien. 

## Discographie

### Albums studio
- 1982 : As Aventuras da Blitz 1
- 1983 : Rádio Atividade
- 1984 : Blitz 3
- 1997 : Línguas
- 2009 : Eskute Blitz
- 2016 : Aventuras II
- 2023 : Supernova

### DVD et albums live
- 1994 : Blitz ao Vivo
- 2007 : Blitz ao Vivo e a Cores
- 2010 : Eskute e Veja Blitz
- 2013 : Multishow Registro: Blitz 30 Anos - Ipanema
- 2017 : Blitz no Circo Voador